# 磺胺恶唑
磺胺恶唑是一种磺胺类药物，其INN名称是“Sulfamoxole”。该药物可用于治疗由细菌感染引发的疾病等病症。该药物在血液中的半衰期尚不明确，在大鼠体内的LD50（半致死量）为大于12500mg/kg。该药物是一种广谱抗菌药物，对大部分革兰氏阳性菌以及一部分革兰氏阴性菌有杀灭作用。与其他磺胺类药物相似，该药物分子通过与对氨基苯甲酸竞争二氢叶酸合酶的反应位点，达到竞争性抑制细菌叶酸合成、使细菌死亡的目的。